# Lijst van onderkoningen van Sicilië
Lijst van onderkoningen van Sicilië.

## Onderkoningen namens Aragón 1409 - 1516
| Onderkoning                                     | Periode     | Opmerkingen                       |
| ----------------------------------------------- | ----------- | --------------------------------- |
| Johan van Aragon, hertog van Peñafiel           | 1409 - 1416 | latere koning Johan II van Aragon |
| Domènec Ram i Lanaja                            | 1416 - 1419 | bisschop van Lleida               |
| Anton van Cardona                               | 1419 - 1421 |                                   |
| Giovanni de Podio                               | 1421 - 1423 |                                   |
| Niccolò Speciale                                | 1423 - 1424 | Eerste termijn                    |
| Peter van Aragón                                | 1424 - 1425 |                                   |
| Niccolò Speciale                                | 1425 - 1432 | Tweede termijn                    |
| Pedro Felice                                    | 1432 - 1433 |                                   |
| Alfons V van Aragon                             | 1433 - 1435 |                                   |
| Rugero Paruta                                   | 1435 - 1439 |                                   |
| Bernardo de Requesens                           | 1439 - 1440 | Eerste termijn                    |
| Gilabert de Centelles y de Cabrera              | 1440 - 1441 |                                   |
| Raimundo Perellos                               | 1441 - 1443 |                                   |
| Lope Ximénez de Urrea y de Bardaixi             | 1443 - 1459 | Eerste termijn                    |
| Juan de Moncayo                                 | 1459 - 1463 |                                   |
| Bernardo de Requesens                           | 1463 - 1465 | Tweede termijn                    |
| Lope Ximénez de Urrea y de Bardaixi             | 1465 - 1475 | Tweede Termijn                    |
| Guillermo Pujade                                | 1475 - 1477 |                                   |
| Juan Ramón Folch de Cardona y Ximenez de Arenós | 1477 - 1479 | Graaf van Prádes                  |
| Gaspar de Espes                                 | 1479 - 1489 |                                   |
| Fernando de Acuña y de Herrera                  | 1489 - 1495 |                                   |
| Juan de Lanuza y Garabito                       | 1495 - 1507 |                                   |
| Ramón Folch van Cardona                         | 1507 - 1509 | Graaf van Albento                 |
| Hugo de Moncada                                 | 1507 - 1516 |                                   |

## Onderkoningen namens Spanje 1516 - 1713
| Onderkoning                                | Periode     | Opmerkingen                                                  |
| ------------------------------------------ | ----------- | ------------------------------------------------------------ |
| Ettore Pignatelli e Caraffa                | 1517 - 1534 | Hertog van Monteleone                                        |
| Simone Ventimiglia                         | 1534 - 1535 | Interim, markies van Gerace                                  |
| Ferrante Gonzaga                           | 1535 - 1546 | Prins van Molfetta, Graaf van Guastalla                      |
| Ambrogio Santapace                         | 1546 - 1547 | Interim                                                      |
| Juan de Vega                               | 1547 - 1557 |                                                              |
| Juan de la Cerda                           | 1557 - 1564 |                                                              |
| García Álvarez de Toledo                   | 1564 - 1566 |                                                              |
| Carlo d'Aragona Tagliavia                  | 1566 - 1568 | Interim (Eerste Termijn)                                     |
| Francesco Fernando d'Avalos                | 1568 - 1571 |                                                              |
| Carlo d'Aragona Tagliava                   | 1571 - 1577 | Interim (Tweede Termijn)                                     |
| Marcantonio Colonna                        | 1577 - 1584 |                                                              |
| Juan Alfonso Bisbal                        | 1584 - 1585 | Interim                                                      |
| Diego Enríquez de Guzmán                   | 1585 - 1592 |                                                              |
| Enrique de Guzmán                          | 1592 - 1595 |                                                              |
| Giovanni Ventimiglia                       | 1595 - 1598 | Interim, Eerste Termijn                                      |
| Bernardino de Cárdenas y Portugal          | 1598 - 1601 |                                                              |
| Jorge de Cárdenas                          | 1601 - 1602 | Interim                                                      |
| Lorenzo Suárez de Figueroa y Córdoba       | 1602 - 1606 |                                                              |
| Giovanni Ventimiglia                       | 1606 - 1607 | Interim (Tweede termijn)                                     |
| Juan Fernández Pacheco                     | 1607 - 1610 |                                                              |
| Giovanni Doria                             | 1610 - 1611 | Interim (Eerste termijn); titel: Stadhouder van Sicilië      |
| Pedro Téllez-Girón                         | 1611 - 1616 |                                                              |
| Giovanni Doria                             | 1616 - 1616 | Interim (Tweede termijn); titel: Stadhouder van Sicilië      |
| Francisco Ruiz de Castro                   | 1616 - 1622 |                                                              |
| Emanuel Philibert van Savoye               | 1622 - 1624 |                                                              |
| Giovanni Doria                             | 1624 – 1626 | Interim (Derde Termijn); titel: Stadhouder van Sicilië       |
| Antonio Pimentel                           | 1626 – 1627 |                                                              |
| Enrique Pimentel                           | 1627 – 1627 |                                                              |
| Francisco de la Cueva                      | 1627 – 1632 |                                                              |
| Fernando Afán de Ribera y Enríquez         | 1631 – 1635 |                                                              |
| Luis de Moncada                            | 1635 – 1639 | Interim                                                      |
| Francisco de Melo                          | 1639 – 1641 |                                                              |
| Juan Alfonso Enríquez de Cabrera           | 1641 – 1644 |                                                              |
| Pedro Fajardo                              | 1644 – 1647 |                                                              |
| Gian Giacomo Teodoro Trivulzio             | 1647 – 1649 | Interim                                                      |
| Juan II van Oostenrijk                     | 1649 – 1651 |                                                              |
| Rodrigo van Sandoval en Mendoza            | 1651 – 1655 |                                                              |
| Juan Téllez-Girón                          | 1655 – 1656 |                                                              |
| Martín de Redín                            | 1656 – 1657 | Werd benoemd tot Grootmeester van Orde van Malta             |
| Pedro Rubeo                                | 1657 – 1660 | Interim                                                      |
| Fernando de Ayala                          | 1660 – 1663 |                                                              |
| Francesco Caetani                          | 1663 – 1667 |                                                              |
| Francisco Fernandez de la Cueva            | 1667 – 1670 |                                                              |
| Claude Lamoral I van Ligne                 | 1670 – 1674 |                                                              |
| Fadrique Álvarez de Toledo y Ponce de León | 1674 – 1676 | Werd benoemd tot kapitein-generaal van de Atlantische Oceaan |
| Anielo de Guzmán                           | 1676        |                                                              |
| Luis Manuel Fernández de Portocarrero      | 1677 – 1678 |                                                              |
| Francisco de Benavides                     | 1678 – 1687 |                                                              |
| Juan Francisco Pacheco y Téllez-Girón      | 1687 – 1696 |                                                              |
| Pedro Manuel Colón de Portugal             | 1696 – 1701 |                                                              |
| Juan Manuel Fernández Pacheco              | 1701 – 1702 |                                                              |
| Francesco Del Giudice                      | 1702 – 1705 |                                                              |
| Isidro de la Cueva y Benavides             | 1705 – 1707 |                                                              |
| Carlo Antonio Spinola                      | 1707 – 1713 |                                                              |

Aan het eind van de Spaanse Successieoorlog, werd er bij de Vrede van Utrecht bepaald dat Sicilië door Spanje werd afgestaan aan het Hertogdom Savoye.

## Onderkoning namens Savoye 1713 - 1720
| Onderkoning            | Periode     | Opmerkingen                            |
| ---------------------- | ----------- | -------------------------------------- |
| Annibale Maffei        | 1714 - 1719 | Feitelijk slechts tot 1718 onderkoning |
| Jean François de Bette | 1718 - 1719 | Namens Filips V van Spanje             |
| Niccolò Pignatelli     | 1719 - 1720 |                                        |

In 1720 stond Savoye het gebied na het Verdrag van Den Haag af aan het Oostenrijk.

## Onderkoningen namens Oostenrijk 1720 - 1734
| Onderkoning                      | Periode     | Opmerkingen |
| -------------------------------- | ----------- | ----------- |
| Joaquín Fernández de Portocarro  | 1722 - 1728 |             |
| Christoforo Fernandez de Cordoba | 1728 - 1734 |             |

Spanje veroverde het gebied tijdens de Poolse Successieoorlog en voegde het samen met Napels tot één gebied.

## Onderkoningen namens Napels 1734 - 1814
| Onderkoning                      | Periode     | Opmerkingen               |
| -------------------------------- | ----------- | ------------------------- |
| José Carrillo de Albornoz        | 1734 - 1737 |                           |
| Bartolomeo Corsini               | 1737 - 1747 |                           |
| Jacques-Eustache de La Viefville | 1747 - 1754 |                           |
| Giovanni Fogliano d'Aragona      | 1755 - 1775 |                           |
| Marcantonio Colonna              | 1775 - 1781 |                           |
| Domenico Carracciolo             | 1781 - 1786 |                           |
| Francesco d'Aquino               | 1786 - 1795 |                           |
| Francisco Lopez y Rojo           | 1795 - 1798 | Aartsbisschop van Palermo |
| Tommaso Ferrao                   | 1798 - 1802 |                           |
| Domenico Pignatelli di Belmonte  | 1802 - 1803 | Aartsbisschop van Palermo |
| Alessandro Filangieri            | 1803 - 1806 |                           |
| Ferdinand I der Beide Siciliën   | 1806 - 1813 |                           |
| Frans van Calabrië               | 1813 - 1816 | Luitenant-generaal        |
| Niccolò Filangieri               | 1816        | Luitenant-generaal        |

In 1816 werden het Koninkrijk Napels en het Koninkrijk Sicilië samengevoegd tot één koninkrijk, het koninkrijk der Beide Siciliën.

## Onderkoningen namens Beide Siciliën 1816-1861
| Onderkoning                        | Periode     | Opmerkingen        |
| ---------------------------------- | ----------- | ------------------ |
| Leopold van Bourbon-Beide Siciliën | 1830 - 1835 | Luitenant-generaal |

In 1861 hield het koninkrijk der Beide Siciliën op te bestaan.